# Сиссаль
 Сиссаль Йоханна Нордберг Никласен  (фар. Sissal Jóhanna Norðberg Niclasen род. 13 марта 1995, Торсхавн, Фарерские острова), мононимно известная как Сиссаль — датская певица и автор песен фарерского происхождения. Представительница Дании на «Евровидение-2025» с песней «Hallucination».

## Ранняя жизнь
Сиссаль родилась 13 февраля 1995 года в Торсхавне, столице Фарерских островов и является дочерью фарерской художницы Миккалины Нордберг.

## Карьера
Первую известность Сиссаль обрела в 2005 году, когда она победила в фарерском детском вокальном конкурсе Nósa Barnaprix с песней «Summarið er komið». В 2010 году она также одержала победу в ежегодном вокальном конкурсе Ársins Songrødd.
 Евровидение-2025 
Сиссаль выпустила свой первый мини-альбом Hear Me Now в 2025 году. В феврале 2025 года она была объявлена одним из восьми участников ежегодного национального отбора - Dansk Melodi Grand Prix с песней Hallucination. Голоса жюри и голосование телезрителей обеспечили ей победу и, следовательно, право представить Данию на конкурсе песни Евровидение 2025 в Базеле. В результате, она стала второй фарерской артисткой, которая представит Данию на «Евровидение-2025» после Рейли в 2023 году. Несмотря на то, что в финале она заняла лишь 23 место, Сиссаль стала первой, кто дал Дании пройти в финал с последней квалификации в 2019 году.

## Музыкальный стиль
В качестве своих основных кумиров отразивших вклад на её творчество, Сиссаль назвала норвежскую певицу Дагни и шведскую певицу Робин.

## Личная жизнь
В 2020 году Сиссаль переехала в Копенгаген, чтобы начать свою «профессиональную» музыкальную карьеру. У неё есть две дочери которых она воспитывает одна.